# Мултифокална атријална тахикардија
Mултифокална атријална тахикардија (МАТ) је срчана аритмија узрокована вишеструким местима конкурентне преткоморске или атријалне активности. Карактерише је неправилна преткоморска брзина већа од 100 откуцаја у минути (бпм). Атријална активност је добро организована, са најмање 3 морфолошки различита П таласа, неправилним ПП интервалима и изоелектричном базном линијом између П таласа.

## Назив
Shine, Kastor и Yurchak први су предложили да се овај облик тахикардије назове мултифокална атријална тахикардија (МАТ) 1968. године. За мултифокалну атријалну тахикардија (МАТ) раније су коришћени терминини као што су:
- хаотични атријални ритам или тахикардија,
- хаотични атријални механизам,
- понављајућа пароксизмална мултифокална атријална тахикардија.

## Епидемиологија
Морбидит/морталитет
Мултифокална атријална тахикардија (МАТ) је релативно ретка аритмија, са стопом преваленције од 0,05-0,32% код пацијената који су хоспитализовани. Морбидитет је тешко квантификовати јер је основна болест примарна одредница компликација.
Пацијенти са МАТ често имају значајне коморбидитете, посебно хроничну опструктивну плућну болест (ХОБП) и респираторну инсуфицијенцију, и често се лече у одељењима интензивне неге. Сходно томе, висока стопа морталитета (до 45%) је повезана са овом аритмијом, иако није директна последица абнормалности ритма.
МАТ је ретко опасан по живот. Укупна клиничка слика и симптоми се побољшавају када се реши основно стање и контролише МАТ.
Пол и старост
МАТ се углавном јавља код мушкараца и код старијих пацијената - посебно код старијих пацијената са вишеструким здравственим проблемима. Просечна старост пацијената из 9 студија била је 72 године.

## Етиологија
Узроци мултифокалне атријалне тахикардије (МАТ) углавном су повезани са следечим основним болестима:
| - Декомпензована хронична болест плућа. - Коронарна артеријска болест - Отказивање срца - Валвуларна болест срца - Шећерна болест - Хипокалемија - Хипомагнезијемија | - Азотемија - Постоперативно стање - Плућна емболија - Упала плућа - Сепса - Тровање метилксантином (токсичност теофилина) |

### Основни поремећаји
Хронична опструктивна болест плућа (ХОБП) је најчешћи основни процес болести, који се примећује у приближно 60% случајева код мултифокалне атријална тахикардија. Обично изазивана погоршањем ХОБП, понекад услед инфекције или срчане декомпензације. Повећана хипоксемија са респираторном ацидозом и узнапредовалом болешћу такође доводи до повећане употребе бронходилататора, чиме се повећавају нивои катехоламина, што може допринети развоју МАТ.
Пацијенти са МАТ често имају срчана обољења, углавном коронарну артеријску болест и валвуларне болести срца, често у спрези са ХОБП. Срчана инсуфицијенција је често присутна када се први пут постави дијагноза МАТ.
У различитим серијама истраживања, 24% пацијената са МАТ има шећерну болст, 14% је имало хипокалемију, а 14% азотемију, 28% пацијената са МАТ се опорављало од велике операције, док су остали имали постоперативне инфекције, сепсу, плућну емболију и срчану инсуфицијенцију.

## Патофизиологија
Механизам аритмије није добро дефинисан. Претпоставља се да одложене последеполаризације које доводи до активираног аутоматизма резултује развојем мултифокалне атријалне тахикардије (МАТ). Докази који имплицирају овај механизам су углавном индиректни и указују на интрацелуларно преоптерећење калцијумом различитим механизмима (нпр вишак катехоламина, инхибиција фосфодиестеразе, ацидоза, хипоксемија).
Неравнотежа електролита повезана са тешким основним болестима може додатно потенцирати развој ове аритмије.
МАТ се најчешће јавља код старијих пацијената са декомпензованом хроничном болешћу плућа и треба је сматрати хипоксичном компликацијом основне патологије срчане проводљивости. Међутим, могу бити присутни и други основни узроци, као што су срчана инсуфицијенција, сепса или интоксикација метилксантином.
Ефекат МАТ на проводни систем срца може или не мора довести до хемодинамске нестабилности.

## Клиничка слика
Пацијенти се могу жалити на различите симптоме, или ређе, болест може бити асимптоматска. Најчешћи знаци и симптоми укључују следеће:
- палпитације
- кратак дах
- бол у грудима
- омаглица

- епизоде синкопе

Ови симптоми могу бити пролазни.

## Дијаноза

### Физички преглед
Налази физичког прегледа су типично повезани са основним процесом болести и нису специфични за МАТ. Пулс је убрзан и неправилан, а први срчани тон може бити променљив. Физички преглед обично није довољан да се разликује мултифокална атријална тахикардија од атријалне фибрилације. Респираторни адвентивни звуци су често изражени.
У зависности од коморбидних стања или општег здравственог стања, пацијент може бити хемодинамски нестабилан. Међутим, може бити тешко утврдити да ли је то због основног стања или аритмије.

## Диференцијална дијагноза
Диференцијална дијагноза МАТ укључује: атријалну фибрилацију и атријални флатер.
Јасна диференцијација мултифокалне атријалне тахикардије (МАТ) од атријалне фибрилације је веома важна јер се лечење атријалне фибрилације разликује од лечења МАТ. 
МАТ са аберацијом или већ постојећим блоком гране Хисовог снопа може се погрешно протумачити као вентрикуларна тахикардија. 
МАТ се такође мора разликовати од других тахиаритмија, како тахикардија са уским QRS комплексима тако и оних са широким QRS комплексима, укључујући и синусну тахикардију са честим превременим атријалним контракцијама (ПАК).

## Терапија

### Прехоспитална нега
У прехоспиталном окружењу треба предузети следеће мере:
- Проценити могући узрок плућне аритмије.
- По потреби стабилизовати акутну ситуацију.
- Обезбедите кисеоник, праћење рада срца и пулсну оксиметрију.
- Успоставите интравенски (ИВ) приступ без одлагања пре транспорта.
- Прикупите лекове које пацијент можда узима или им може самоиницијативно приступити.

### Нега у хитној помоћи
Брзо процените и стабилизујте АБЦ уз истовремено пружање третмана. Усправан положај седења је обично најприкладнији. Обезбедите ИВ приступ катетером великог пречника и дати изотонични раствор натријум хлорида одговарајучом брзином.
Дати кисеоник да би се одржали засићеност већа од 90%, али избегавати прекомерну количину кисеоника код пацијената са познатом значајном хроничном опструктивном болешћу плућа (ХОБП). Ово ће избећи могуће проблеме хипоксије на вентилацију, што може довести до повећаног задржавања угљен-диоксида.
Потреба за интубацијом трахеје условљена је стандардним клиничким индикацијама.
Успоставите срчани мониторинг, мониторинг крвног притиска и пулсну оксиметрију.
Процените и лечите основни кардиопулмонални процес, токсичност теофилина или метаболичку абнормалност. Давати бронходилататоре и кисеоник за лечење декомпензоване ХОБП; хемоперфузија активног угља и/или угља је терапија код интоксикације теофилином. Када се магнезијум сулфат даје за корекцију хипокалемије, већина пацијената прелази у нормалан синусни ритам. 

### Лекови
Седативи
Избегавати примену седатива.
Лечење и/или отклањање преципитирајућег узрока може бити све што је потребно за пацијенте са мултифокалном атријалном тахикардијом (МАТ); међутим, аритмија се може поновити ако се основно стање погорша. Штавише, лечење основних болести понекад може имати ефекте који подстичу аритмију; на пример, теофилин и бета-агонисти који се користе код пацијената са ХОБП производе повећано дејство катехоламина. 
Блокатори калцијумових канала
Дилтиазем и верапамил . смањују атријалну активност и успоравају атриовентрикуларну (АВ) нодалну проводљивост, чиме смањују вентрикуларну брзину, али не враћају све пацијенте у нормалан синусни ритам. Пролазна хипотензија је најчешћи нежељени ефекат, који се често може избећи претходним третманом пацијента са 1 г интравенозног калцијум глуконата (10 мЛ 10% калцијум глуконата).
Дилтиазем се може користити као интравенски болус од 20-45 мг, а затим као континуирана инфузија од 10-25 мг/х. Верапамил може погоршати хипоксемију негирајући хипоксичну плућну вазоконстрикцију у недовољно вентилираним алвеолама; ово обично није клинички значајно.
Бета блокатори
Више пацијената прелази у нормалан синусни ритам када се лечи бета-блокаторима. Међутим, употреба бета-блокатора је ограничена пролазном хипотензијом и бронхоспастичним нежељеним ефектима, пошто је болест плућа обично повезана са МАТ.
МетопрололA. је коришћен за смањење вентрикуларног пулса. Коришћени су и орални и интравенски облици дозирања. Орална доза је 25 мг к6х док се не постигну жељени ефекти. Интравенски болус дозирање је примењено до чак 15 мг током 10 минута.
Иако ниједна контролисана студија није проценила употребу бета-блокатора кратког дејства у лечењу МАТ, есмолол се такође може користити за контролу вентрикуларног пулса као интравенска инфузија. Има веома кратко време полураспада и може се брзо прекинути у случају нежељене реакције.
Магнезијум
Код малог броја пацијената, високе дозе магнезијума, изазивају значајно смањење срчане фреквенције пацијента и претварање у нормалан синусни ритам. Дозирање је 2 г интравенозно током 1 минута, након чега следи инфузија од 2 г/х током 5 сати.
Антиаритмици
Коришћен је амиодарон (300 мг ПО три пута дневно или 450-1500 мг ИВ током 2-24 х) и пријављено је да је повезан са конверзијом у нормалан синусни ритам. Стопа успеха је била 40% на 3 дана са оралним дозирањем и 75% на дан 1 са интравенским дозирањем; међутим, ово је процењено код веома малог броја пацијената. Недавни подаци подржавају примену амиодарона профилактички постоперативно код пацијената са ХОБП. Извештаји о случајевима такође подржавају употребу ибутилида и флекаинида за кардиоверзију.
Дигиталис
Упркос жељи да се користи дигоксин, није утврђено да је ефикасан у контроли вентрикуларног пулса или враћању нормалног синусног ритма. Дигоксин промовише накнадну деполаризацију, што може да подстакне аритмију. Вентрикуларне аритмије, АВ блок и смрт су пријављени када је прекомерна примена дигоксина пацијентима којима је погрешно дијагностикована атријална фибрилација.

### Кардиоверзија
Кардиоверзија је контраиндикована у МАТ. Због вишеструких атријалних жаришта, кардиоверзија једносмерне струје (ДЦ) није ефикасна у обнављању нормалног синусног ритма и може изазвати опасније аритмије.

### Хируршка нега
Код пацијената који имају упорне и рекурентне епизоде МАТ и проблеме са контролом пулса, АВ чвор може да се аблатира коришћењем радиофреквентне енергије и имплантацијом трајног пејсмејкер. Овај приступ треба узети у обзир и за симптоматско и хемодинамско побољшање и за спречавање развоја кардиомиопатије посредоване тахикардијом.
Кардиолог може бити од помоћи у тумачењу ЕКГ-а и може бити доступан за консултације ако се разматра антиаритмичка терапија.

### Стационарна нега
Већина пацијената са МАТ захтева пријем ради даљег лечења њихових основних кардиопулмоналних болести. Ови пацијенти се често примају у кревет под надзором; међутим, клинички сценарио и хемодинамска стабилност пацијента диктирају расположење.

### Амбулантна нега
Пацијенти који пређу на нормалан синусни ритам након третмана и стабилизације основног процеса или пружања специфичне антиаритмичке терапије могу се опрезно размотрити за отпуштање. Да би био отпуштен, пацијент мора да се врати у почетно стање, да нема комплицирајућих фактора, да буде у стању да обавља свакодневне активности и да буде доступан за пажљиво праћење.

## Превенција
Најбољи начин превенције МАТ је превенција респираторне инсуфицијенције плус пажљиво праћење свих поремећаја електролита, односно хипокалемије, хипомагнезијемије и терапије лековима (углавном токсичност дигоксина). Код пацијената који примају теофилин, важно је пажљиво праћење нивоа лека како би се избегла токсичност.

### Едукација пацијената
Образовање пацијенат о могућим узроцима ове аритмије може бити од користи. У случају плућног извора, едукација о превенцији и препознавању развоја плућних стања може бити од помоћи. 
У случају МАТ која се односи на употребу лекова, треба размотрити едукацију у вези са правилном употребом лекова и како пратити примену таквих лекова.

## Компликације
Потенцијалне акутне компликације МАТ укључују следеће:
- Атријални тромби са емболизацијом и накнадним можданим ударом

- Инфаркт миокарда због неусаглашене понуде и потражње миокарда

- Плућна емболија